# Споменички комплекс Бела Црква
Споменички комплекс Бела Црква код Крупња означава место на којем је 7. јула 1941. године, започела борба народа Србије против фашизма у Другом светском рату, на територији тадашње Краљевине Југославије. Одлуком Народне скупштине Србије од 27. јуна 1945. године датум је проглашен као Дан устанка народа Србије, а место представља знаменито место у категорији непокретних културних добара од изузетног значаја.

## Историјат
У центру места Бела Црква се 7. јула 1941. године прослављао верски празник Ивањдан, где су окупљене мештане позвали на устанак припадници Рађевске партизанске чете Ваљевског одреда НОП-а под руководством Жикице Јовановића Шпанца и испалила прве устаничке хице на жандармеријску патролу која је покушала да растера народни збор.

## Споменички комплекс
Место догађаја, са бившом кафаном и зградом некадашње општине и непосредном околином, сачувало је амбијенталну аутентичност. У некадашњој кафани Босе Недељковић, испред које се непосредно догађај десио, данас је музеј са поставком „7. јул 1941. године“, а у згради сеоске општине изложба „Револуционарне традиције Западне Србије 1804—1981. године“.
Избијање устанка обележено је 1951. године бистама учесника догађаја (Жикица Јовановић, Миша Пантић и Чеда Милосављевић), које је урадио вајар Стеван Боднаров, а поводом тридесетогодишњице Устанка 1971. године израђен је спомен-комплекс „Симболика у камену“, који се састоји од девет антропоморфних гранитних громада са шајкачама и орнаменталним симболима, дело Богдана Богдановића.
Споменичку целину чине црква Светог Ђорђа, изграђена у другој половини 19. века, у чијој се порти налазе гроб Дарка Рибникара, једног од оснивача 'Политике', Партизанска гробница – споменик аутора Милуна Стамболића и надгробни и други споменици из оба светска рата. Као и зграда старе основне школе из друге половине 19. века, као леп је пример народне архитектуре. У њој се за време Првог светског рата налазила болница.
Обимни конзерваторско-рестаураторки и радови на презентацији комплекса вршени су 1966. и 1977. године.

## Галерија
Унутрашњост спомен-музеја „7. јули 1941. године“ који се налази у згради бивше Недељковићеве кафане испред које се одиграла акција Рађевачке чете Ваљевског партизанског одеда.
- Спомен-плакете са ликовима Жикице Јовановића, Чеде Милосављевића и Мише Пантића
- Спомен-плакете са ликовима Жикице Јовановића, Чеде Милосављевића и Мише Пантића
- Партизанска споменица 1941.
- Део наоружања из 1941. године.